# Myristica glomerata
Myristica glomerata là một loài thực vật có hoa trong họ Myristicaceae. Loài này được (Blanco) Kudô & Masam. mô tả khoa học đầu tiên năm 1932.